# Unimie
Unimie (deutsch Unheim) ist ein Dorf in der Woiwodschaft Westpommern in Polen. Das Dorf gehört zur Gmina Łobez (Gemeinde Labes) im Powiat Łobeski (Labeser Kreis).

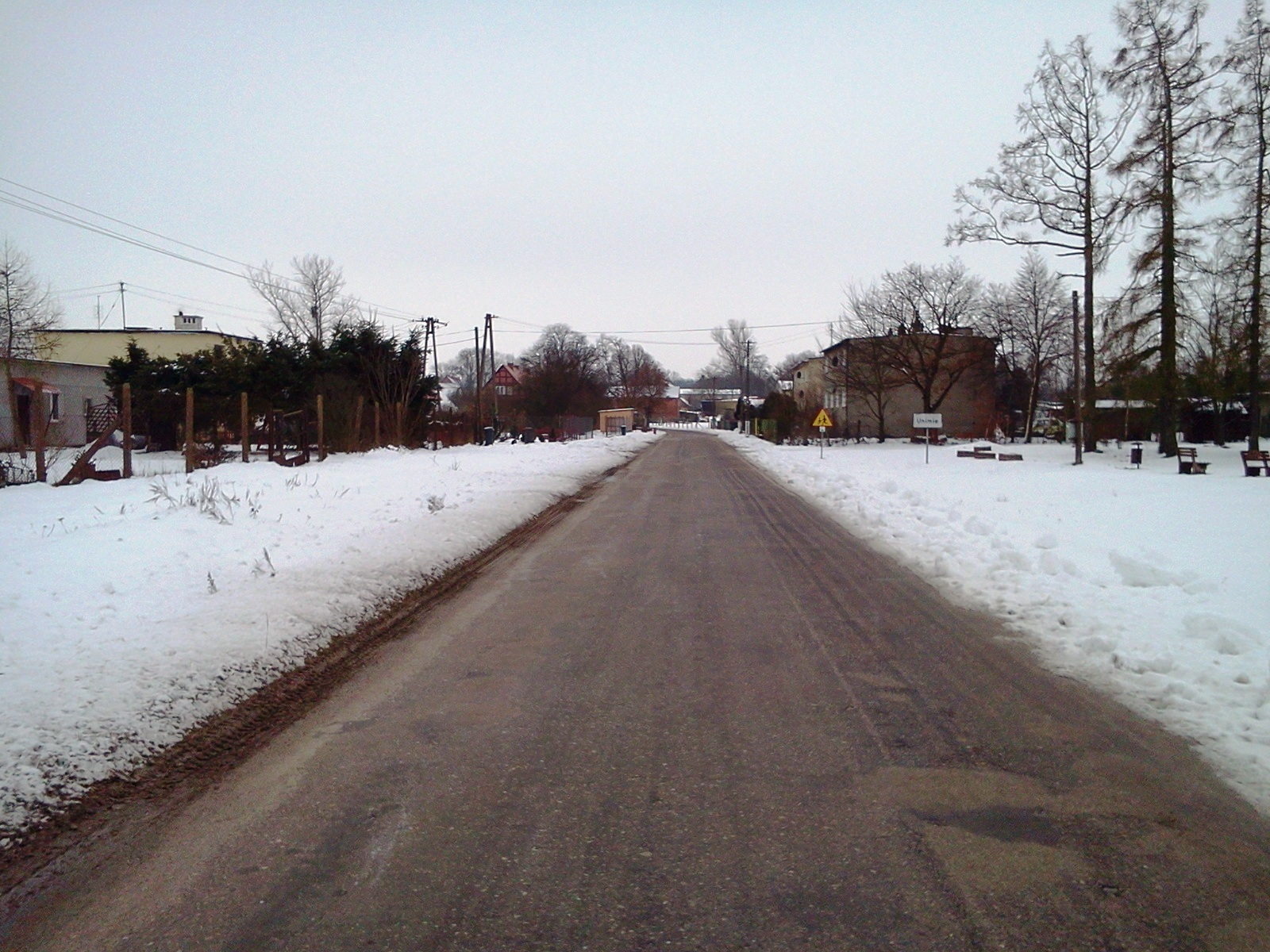
Ortseinfahrt (2013)

## Geographische Lage
Das Dorf liegt in Hinterpommern, etwa 70 km östlich von Stettin und gut 4 km westlich der Stadtmitte der Kreisstadt Łobez (Labes).

## Geschichte

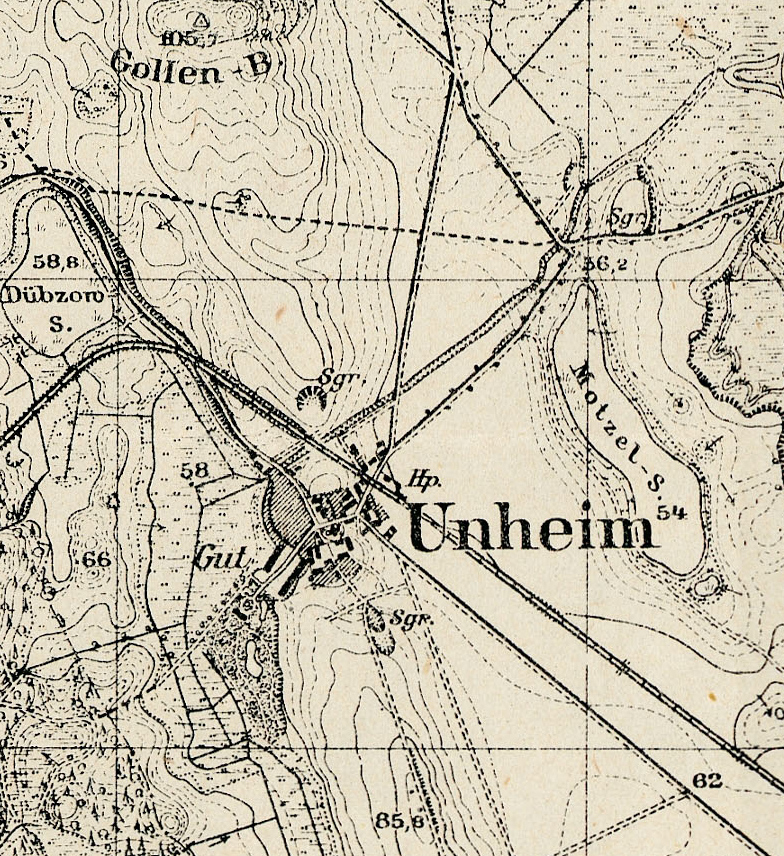
Unheim auf dem Messtischblatt (1929)

Unheim war ein altes Lehen des pommerschen Adelsgeschlechts Borcke. Unter den Besitzern waren der Landrat Franz Joachim von Borcke (* 1631; † 1692) und dessen Sohn, der Kammerdirektor Franz Heinrich von Borcke (* um 1675; † 1739).
In Ludwig Wilhelm Brüggemanns Ausführlicher Beschreibung des Königl. Preußischen Herzogthums Vor- und Hinter-Pommern ist Unheim unter den adeligen Gütern des Borckeschen Kreises aufgeführt. Damals lag Unheim „auf der Landstraße von Labes nach Daber und Stettin“. Es gab hier ein Vorwerk, also den Gutsbetrieb, eine Schäferei, vier Bauern, einen Kossäten, ein Schulhaus, einen Holzwärterkaten „in dem Stutthagen“ und sechs neue Büdnerstellen, insgesamt 17 Haushalte („Feuerstellen“). Die Kirche war eine Filia des Pastorats in der Stadt Labes.
Im Jahre 1799 wurde Unheim auf 50 Jahre als Pfandbesitz vergeben. Zeitweise war der Pfandgesessene ein Angehöriger der Familie Borcke, so von 1801 bis 1803 der Landrat Ernst August Philipp von Borcke. 1849 wurde das Gut Unheim wieder eingelöst, aber 1870 endgültig aus der Familie Borcke verkauft. Erwerber war Ludwig von Lockstedt, der bald darauf Landrat des Kreises Regenwalde wurde.
Bei der zum 1. Januar 1818 im Regierungsbezirk Stettin durchgeführten Kreisreform kam Unheim mit der Auflösung des Borckeschen Kreises zum neugebildeten Kreis Regenwalde.
Seit dem 19. Jahrhundert bestanden der größere Gutsbezirk Unheim und die kleinere Landgemeinde Unheim nebeneinander. Um 1870 umfasste der der Gutsbezirk Unheim 2030 Morgen Land und zählte 115 Einwohner in 20 Familien. Zum Gutsbezirk gehörten auch die Lötznitzmühle und das Vorwerk Stuthagen. Die Landgemeinde Unheim umfasste um 1870 502 Morgen Land und zählte 64 Einwohner in 10 Familien. Im Jahre 1910 zählte der Gutsbezirk Unheim 85 Einwohner (davon 3 Einwohner im Vorwerk Stuthagen), die Landgemeinde Unheim 46 Einwohner. Später wurde der Gutsbezirk in die Landgemeinde eingemeindet.
Im Jahre 1896 erhielt Unheim Bahnanschluss mit der Strecke Labes–Meesow–Sallmow der Regenwalder Bahnen.
Bis 1945 bildete Unheim eine Landgemeinde im Kreis Regenwalde der preußischen Provinz Pommern. Neben Unheim bestanden in der Gemeinde keine weiteren Wohnplätze. In der Gemeinde wurden im Jahre 1925 152 Einwohner in 29 Haushalten gezählt, im Jahre 1933 131 Einwohner und im Jahre 1939 108 Einwohner.
1945 kam Unheim, wie ganz Hinterpommern, an Polen. Der Ortsname wurde zu „Unimie“ polonisiert.